# Kraftwerk Majuba
Das Kraftwerk Majuba (englisch: Majuba Power Station) ist ein Kohlekraftwerk des staatlichen südafrikanischen Energieversorgers Eskom mit einer installierten Leistung von 4,11 GW. Es gehört zur Grundlastversorgung des Landes und liefert ungefähr 10 % der Netzleistung. Als zweitgrößte Kraftwerk Südafrikas ist es nur geringfügig kleiner als das Kraftwerk Kendal.

## Anlage
Die etwa 200 km südwestlich von Johannesburg zwischen den Städten Volksrust und Amersfoort in der Provinz Mpumalanga gelegene Anlage besteht aus sechs Blöcken, die zwischen 1996 und 2001 in Betrieb gingen. Die ersten drei Blöcke mit einer Leistung von 657 MW verfügen über eine direkte Trockenkühlung mit luftgekühlten Kondensatoren, die drei weiteren Blöcke mit einer Leistung von 712 MW verfügen über Nasskühltürme. Alle Blöcke sind mit Turbinen und Generatoren von GEC ausgerüstet, die Kessel stammen von L. & C. Steinmüller.
Die für die Versorgung des Kraftwerks vorgesehene Kohlengrube konnte wegen geologischen Problemen nicht in Betrieb genommen werden, so dass andere Wege gefunden werden mussten, um das Kraftwerk mit Kohle zu versorgen. Monatlich werden 1.160.000 t Kohle verfeuert, die von 15 verschiedenen Lieferanten stammt. Zwei Drittel der Kohle wird mit LKWs angeliefert, was bis zu 700 Fahrten pro Tag nötig macht. Die restlichen Lieferungen gelangen per Bahn ins Kraftwerk, wo die Züge mit einer Rotationskipper-Anlage entleert werden. Das Kraftwerk ist von der Bahnstrecke Johannesburg–Durban erschlossen und soll mit dem Projekt Majuba Rail Project auch vom Norden von Ermelo aus erschlossen werden.
Seit Januar 2007 werden im Block 4 des Kraftwerks stündlich bis zu 15.000 Norm-Kubikmeter Synthesegas aus einer Untertagevergasung-Pilotanlage verfeuert.
Im November 2014 stürzte einer der drei Kohlensilos der Anlage ein, was zu einem bis in den Februar 2015 andauernden reduzierten Betrieb des Kraftwerks führte, der zusammen mit anderen Vorkommnissen Ursache für zahlreiche Stromausfälle in Südafrika war.